# Carlos Alberto Wollgarten
Carlos Alberto Wollgarten CM (ur. 27 stycznia 1897 w Unterrath, zm. 28 kwietnia 1937) – niemiecki duchowny katolicki posługujący w Kostaryce, wikariusz apostolski Limón 1935-1937.

## Życiorys
28 stycznia 1935 papież Pius XI mianował go wikariuszem apostolskim Limón ze stolicą tytularną Chusira. 1 maja 1938 z rąk arcybiskupa Carla Chiarlo przyjął sakrę biskupią. Funkcję sprawował aż do swojej śmierci.
Zmarł 28 kwietnia 1937.